# Asediul Vukovarului
Asediul Vukovarului (în croată Bitka za Vukovar, în sârbă Битка за Вуковар) a fost o luptă care a durat 87 de zile, desfășurată în orașul Vukovar din estul Croației. Asedierea orașului s-a făcut de către Armata Populară Iugoslavă (Jugoslovenska Narodna Armija – JNA) și Armata Republicii Sârbe Krajina sprijinite de diverse forțe paramilitare sârbe, cu intenția de a desprinde localitatea de Croația și de a o anexa Republicii Sârbe Krajina, care să formeze o uniune cu Serbia și Muntenegru. Asediul s-a desfășurat între august și noiembrie 1991, în timpul Războiului Croat de Independență. Orașul a fost apărat de diverse detașamente militare croate și de voluntari. Asediul s-a terminat cu înfrângerea Gărzii Naționale Croate (Zbor Narodne Garde - ZNG), distrugerea Vukovarului, moartea a cel puțin 3,000 de persoane, precum și purificarea etnică a cel puțin 20,000 de croați din oraș și din împrejurimi. În actul de acuzare împotriva fostului președinte iugoslav Slobodan Miloșevici, Tribunalul Penal Internațional pentru fosta Iugoslavie a oferit o descriere sumară a evenimentelor:
„Spre sfârșitul lui august, Armata Populară Iugoslavă a instaurat asediul asupra orașului Vukovar. La jumătatea lui octombrie 1991, toate celelalte orașe cu majoritate croată din Slavonia Orientală fuseseră cucerite de forțele sârbe, mai puțin Vukovar. Locuitorii de altă origine decât cea sârbă au devenit subiectul unui brutal regim de ocupație bazat pe persecuții, crime, tortură și alte acte de violență. Aproape întreaga populație care nu era de origine sârbă a fost până la urmă ucisă sau expulzată din zonele ocupate. Asediul Vukovarului a continuat până pe 18 noiembrie 1991, când orașul a căzut în mâinile forțelor sârbe. În timpul celor trei luni de asediu, orașul a fost aproape complet distrus de bombardamentele JNA și sute de persoane au fost ucise. Când JNA și forțele sârbe au ocupat orașul, alte sute de croați au fost ucise de trupele sârbești. Populația nesârbească a orașului a fost expulzată la câteva zile de la căderea orașului în mâna forțelor sârbe.”
Conform unor estimări, artileria sârbă a tras până la un milion de obuze către Vukovar. A fost primul oraș european ras de pe fața pământului de la Al Doilea Război Mondial. Oficialii croați au estimat costul pagubelor la 2.5 miliarde de dolari. Deși bătălia a reprezentant o pierdere semnificativă și simbolică pentru Croația, care nu a recâștigat controlul orașului decât în 1998, când refugiații croați au putut, în sfârșit, să se întoarcă la casele lor, a fost totuși o victorie foarte costisitoare pentru Armata Populară Iugoslavă și a câștigat sprijin internațional pentru independența Croației. De asemenea, este considerată un punct de cotitură în desfășurarea războiului.

## Context
Vukovar este un important centru regional la granița dintre Croația și Serbia, situat pe malul drept al fluviului Dunărea. Este un port fluvial major și capitala a ceea ce era, înainte de război, o zonă mixtă din punct de vedere etnic. În municipalitatea Vukovar, care include orașul și satele din împrejurimi, recensământul din 1991 a înregistrat 84,189 de locuitori, din care 36,910 de croați (43.8%), 31,445 de sârbi (37.4%), 1,375 de maghiari (1.6%), 6,124 care s-au declarat iugoslavi (7.3%), și 8,335 (9.9%) alții sau nedeclarați.

## Preludiul asediului

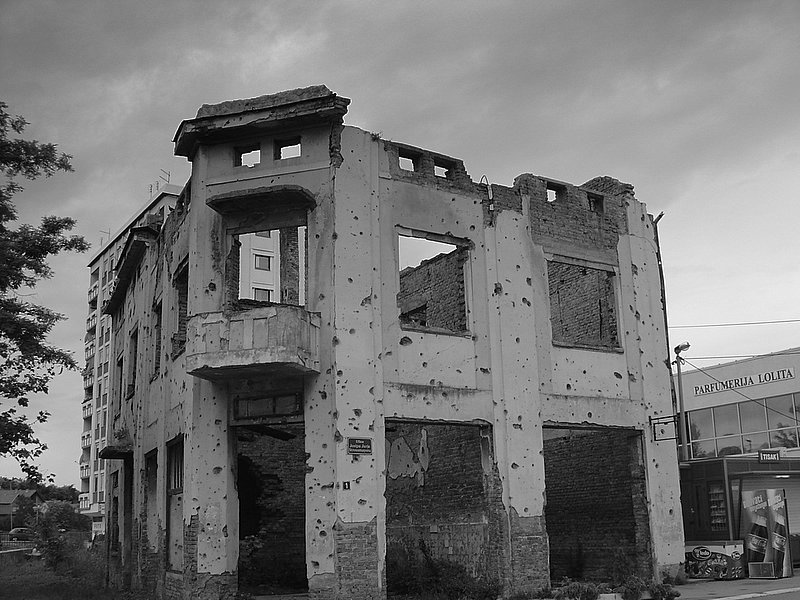
Casă distrusă în Vukovar

Pe 25 iunie 1991, Croația și-a declarat independența față de Republica Socialistă Federativă Iugoslavia. Liderii politici ai minorității sârbe din Croația au reacționat cu vehemență, organizând proteste la scară largă și, ulterior, punând mâna pe arme împotriva guvernului croat pe teritorii întinse din țară, începând cu 1990. Aceste mișcări au fost sprijinite de conducerea sârbă, la vârful căreia se afla Slobodan Miloșevici, și de Statul major dominat de sârbi al Armatei Populare Iugoslave.
În această etapă a conflictului iugoslav, obiectivele lui Miloșevici și ale Armatei Populare Iugoslave difereau întrucâtva. Miloșevici intenționa să sprijine secesiunea de Croația a comunităților rebele sârbe și să le integreze într-o Iugoslavie dominată de Serbia. Conducerea Armatei Populare sprijinea și ea rebeliunea sârbă, însă voia mai mult, și anume să distrugă în fașă noul stat croat. Conform fostului șef al armatei, Veljko Kadijević, planul era avansarea în Croația, capturarea capitalei Zagreb și distrugerea forțelor armate ale acestui stat. Odată realizat acest lucru, noua Iugoslavie își putea stabili singură granița vestică, reducând mult din teritoriul Croației. Un element cheie în acest plan era folosirea forțelor armate combinate pentru ocuparea regiunii majoritar sârbe a Slavoniei de Est, apoi avansarea spre vest, către Zagreb, forțând capitularea statului croat.
Regiunea se afla deja în centrul unei îndelungate crize politice. HDZ, partidul naționalist croat aflat la conducere, avea o influență directă redusă în municipalitatea Vukovar, nereușind să câștige niciuna din cele cinci circumscripții electorale în alegerile din 1990. În iulie 1990, adunarea municipală din Vukovar, dominată de sârbi, a intrat în conflict direct cu guvernul secesionist croat, când a refuzat să recunoască noua constituție a Croației, care reducea ca importanță statutul politic al minorității sârbe. Adunarea era dominată de Liga Comuniștilor. Un inginer agronom sârb, Slavko Dokmanović, a fost ales președintele adunării.
În primăvara anului 1991, miliții paramilitare din Serbia, antrenate să lupte în Croația, au fost sprijinite și finanțate de Slobodan Miloșevici prin Ministerul de Interne sârb (MUP). Paramilitarii sârbi au aprovizionat cu arme populația sârbă a suburbiei Borovo, aflată la periferia Vukovarului, ceea ce a dus ulterior la asasinatele din Borovo Selo. Propaganda desfășurată atât de Belgrad, cât și de Zagreb, a sporit tensiunea, radicalizând și mai mult populația locală și încurajând fiecare tabără să o considere pe cealaltă drept dușman.

## Forțele oponente

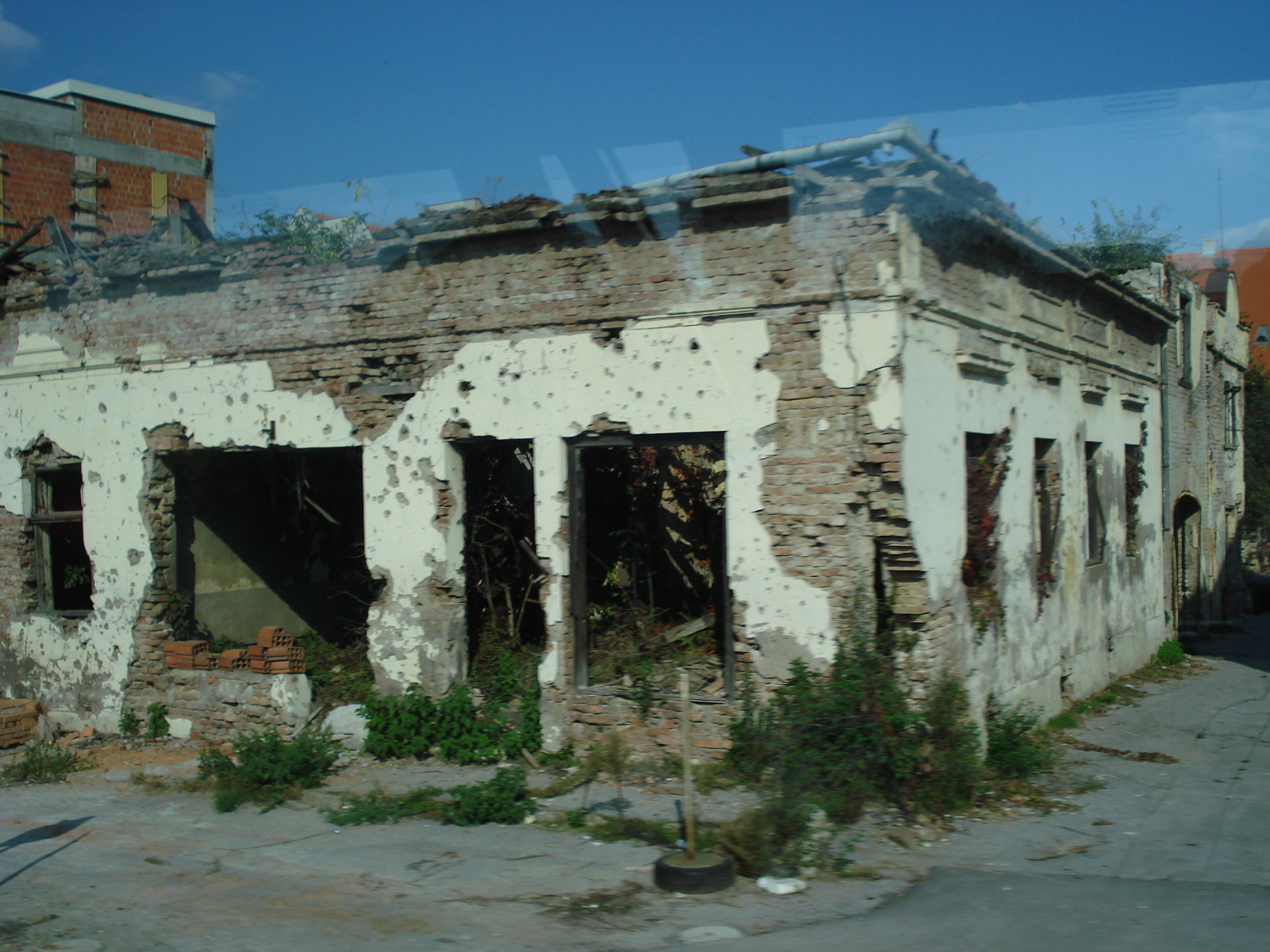
Ruine în Vukovar

### Forțele croate
Vukovar era apărat de o forță în număr de circa 1,800 de persoane, alcătuită din localnici, Brigada 204 a Gărzii Naționale Croate și trupe ale Ministerului de Interne.
Niciuna din aceste formațiuni nu avea pregătire militară. În ciuda numărului lor mic și a slabei înzestrări cu armament, croații erau mult mai motivați decât oponenții lor în apărarea localității, deoarece în unele cazuri familiile lor locuiau chiar în oraș. De asemenea, ei beneficiau de avantajul defensiv oferit de câmpul de luptă urban.
Dedaković și Șeful de Stat Major al apărătorilor, Branko Borković, au jucat un rol cheie în conceperea tacticilor defensive care au împiedicat o lungă perioadă de timp pătrunderea Armatei Populare Iugoslave în Vukovar. Ei au creat o structură de comandă unificată, care a realizat o singură brigadă dintr-un număr anterior de formațiuni separate. Tacticile lor s-au concentrat pe crearea unui sistem defensiv integrat, bazat pe minarea drumurilor de acces în localitate, pe echipe antitanc mobile, lunetiști și puncte de rezistență fortificate. Această combinație avea ca scop încetinirea și disiparea atacurilor Armatei Populare Iugoslave, până în punctul în care contraatacurile ar fi putut forța o retragere a acesteia.

### Forțele iugoslave/sârbe
Forțele atacatoare era un amestec de soldați ai Armatei Populare Iugoslave, recruți din Forțele Sârbe de Apărare a Teritoriului (Teritorijalna Obrana sau TO), cetnici (paramilitari naționaliști sârbi) și miliții sârbe locale, numărând în total circa 50,000 de oameni. Deși, în teorie, erau de departe mai puternice și mai bine echipate decât forțele croate, moralul lor era adesea scăzut, conducerea trupelor neprofesionistă, iar dezertările constante reduceau din tăria și capacitatea de luptă a multor unități. Mulți soldați ai Armatei Populare Iugoslave nu erau sârbi, un număr mare din ei fiind bosniaci, etnici albanezi din Kosovo, etnici croați sau maghiari din Vojvodina. Aceștia nu sprijineau în mod deosebit nici naționalismul sârb, nici cauza unei Iugoslavii unite. Soldații de altă origine decât cea sârbă erau priviți cu neîncredere de către corpul ofițeresc dominat de sârbi, iar mulți dezertau din fața unei lupte în care pentru ei nu simțeau nicio miză, deși populația ne-sârbă manifesta simpatie față de rezistența croată.
Moralul scăzut era o problemă și pentru soldații sârbi ai JNA, iar dezertările și protestele erau frecvente la majoritatea recruților. Războiul era nepopular și în Serbia, iar JNA a avut severe probleme în a mobiliza soldații pentru luptă. O altă problemă era coordonarea greoaie între fracțiunile sârbe implicate în asediu. Chiar și în interiorul Armatei Populare Iugoslave existau dificultăți în a stabili un lanț unificat de comandă între diferitele corpuri și divizii de pe câmpul de luptă. Cu atât mai anevoioasă era coordonarea manevrelor cu milițiile Forțelor de Apărare a Teritoriului, grupurile paramilitare și milițiile sârbe locale.

## Fazele timpurii ale conflictului
Pe 9 aprilie 1991, Dokmanović a transmis o scrisoare patetică președintelui croat Franjo Tuđman, insistând că „situația curentă din Vukovar este extrem de critică și amenință să escaladeze în orice moment într-un conflict interetnic cu posibile consecințe permanente, tragice și neprevăzute, sporită de intensificarea înarmării populației civile, care continuă și care cauzează atmosfera de frică și lipsa absolută de încredere a întregii populații în orice instituție guvernamentală.”
Primele victime de la Vukovar au apărut în mai 1991, când doi polițiști croați au fost luați prizonieri în Borovo Selo. Un detașament de poliție al Ministerului Croat de Interne (MUP) a fost trimis în ajutorul lor pe 2 mai, dar a fost atacat cu tiruri puternice de arme, 12 polițiști fiind uciși și alți 20 răniți. În urma asasinatelor din Borovo Selo, relațiile dintre croați și sârbi s-au înrăutățit dramatic, iar atacurile intercomunitare au început să se petreacă și în alte locuri din Croația în următoarele luni.
Pe parcursul lui iulie și august 1991, guvernul croat a început progresiv să piardă controlul Slavoniei de Est, pe măsură ce forțele paramilitare și milițiile sârbe locale, adesea sprijinite de unități ale JNA staționate în zonă, au început să alunge oficialii guvernamentali, să ridice baricade și să planteze câmpuri de mine.
Armata Populară Iugoslavă a ocupat poziții pe celălalt mal al Dunării, în timp ce canoniere ale JNA patrulau fluviul. Atacuri sporadice de mortiere asupra Vukovarului au început în iulie, iar tirurile de artilerie s-au făcut simțite începând cu sfârșitul lunii august. La acea dată, în urma afluxului de refugiați, populația orașului se redusese deja la 15,000 de persoane. Cei rămași alcătuiau un amestec de croați, sârbi și alte naționalități. În acel moment, Vukovar era deja în mare parte înconjurat de teritorii ocupate de sârbi, iar începând din 25 august a devenit subiectul unor atacuri aeriene și de artilerie regulate. Cu toate acestea, JNA nu făcuse încă nicio încercare de a captura orașul. Luptele se rezumau în principal la schimburi intense de focuri între zonele controlate de croați, respectiv de sârbi.

## Bătălia: faza I

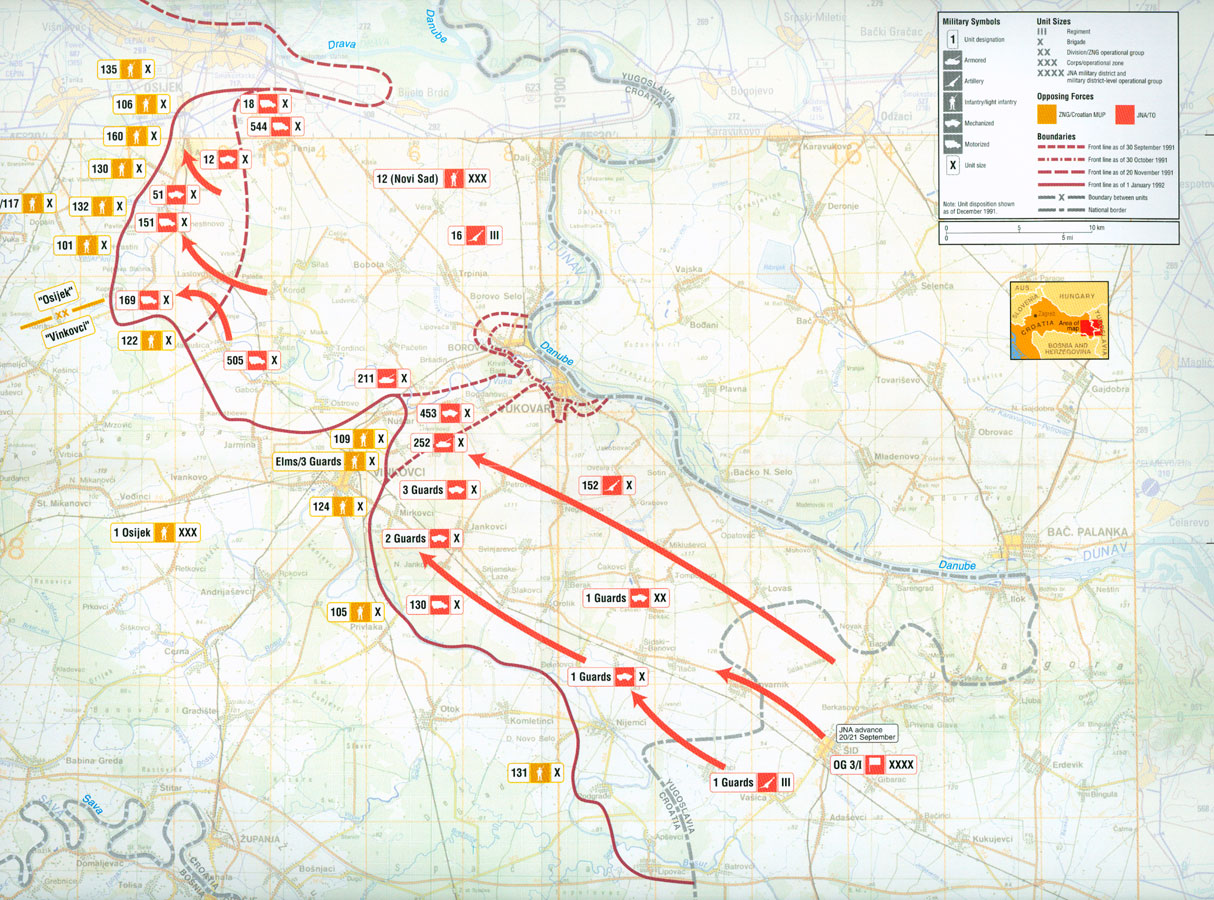
Harta operațiunilor militare în estul Slavoniei,
septembrie 1991 - ianuarie 1992

Începând de pe 25 august, Vukovar s-a aflat sub un bombardament constant de artilerie și rachete. În multe părți ale țării au erupt lupte serioase, iar începând cu septembrie 1991, guvernul croat pierduse controlul a aproape o treime din teritoriu. Forțele sale erau slab echipate și, fără acces la armament greu, erau incapabile să opună o rezistență reală oponenților lor, mult mai bine înarmați. JNA, ca armată națională a Iugoslaviei, era încă desfășurată pe tot teritoriul Croației și era văzută ca o amenințare majoră a secesiunii republicii de Federația Iugoslavă. De asemenea, era acuzată că sprijină activ rebeliunea sârbă din Krajina, iar la jumătatea anului 1991 majoritatea croaților o priveau ca pe o forță ostilă.
În scopul eliminării amenințării garnizoanelor JNA și al rezolvării problemei lipsei proprii de armament greu, guvernul croat a ordonat, pe 14 septembrie 1991, un atac asupra garnizoanelor și depozitelor de arme ale JNA de pe tot cuprinsul teritoriul controlat de guvern – ofensivă supranumită Bătălia Cazărmilor. Acestea erau deja asediate de circa două luni, dar forțele croate nu încercaseră, până în acel moment, să le captureze. Rezultatul ofensivei a fost mixt: unele depozite au fost capturate cu succes, în timp ce altele au fost distruse sau evacuate după negocieri. În orice caz, ofensiva le-a permis forțelor croate să pună mâna pe o cantitate mare de armament greu, a eliminat o amenințare strategică din spatele frontului croat și a slăbit în mod semnificativ JNA.
Cazarma JNA din Vukovar, situată în suburbia sudică Sajmište, a fost una din cele atacate pe 14 septembrie. Totuși, forțele croate locale nu au reușit capturarea ei și, drept represalii, paramilitarii sârbi au lansat un atac major în sud-vestul Vukovarului, din direcția Negoslavci. În jur de 2,000 de locuitori au fugit, povestind despre civili uciși și asasinate în masă.

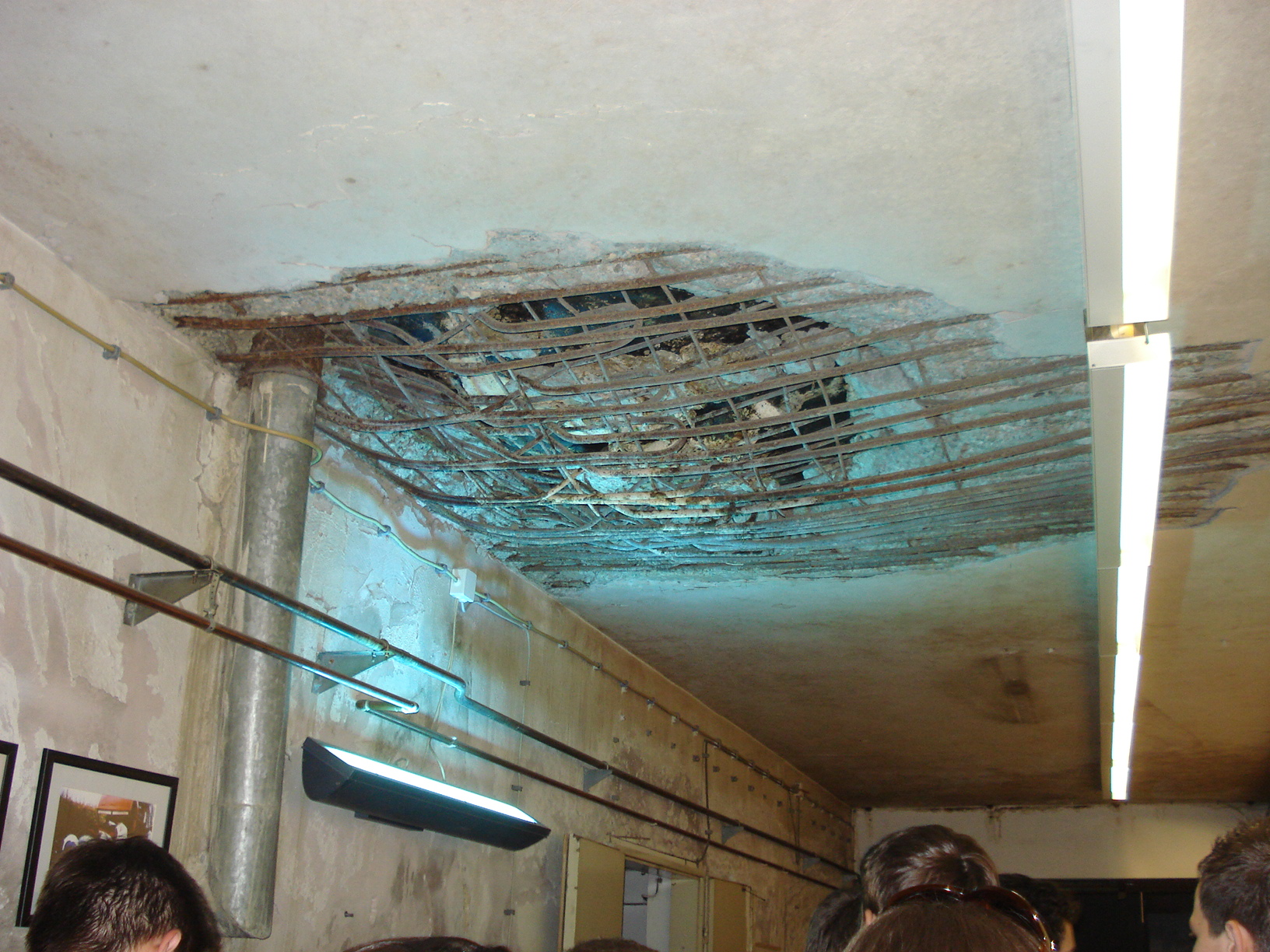
Spitalul din Vukovar: craterul din plafon, unde un obuz al JNA a căzut în 1991, dar nu a explodat, a fost păstrat nereparat, pentru a aminti de bombardamentele sârbe

Ca răspuns la „Bătălia Cazărmilor”, Armata Populară Iugoslavă și-a activat planul ofensiv strategic. Principalul element al acestuia era un asalt asupra Slavoniei de Est. Obiectivul JNA în prima fază a ofensivei era să ocupe zonele locuite de sârbi din Slavonia de Est, apoi să avanseze spre vest, prin Vinkovci și Osijek, către Zagreb.
Pe 19 septembrie, o imensă coloană blindată a JNA a părăsit Belgradul. Jurnaliștii străini au relatat că se întindea pe aproape 10 km și includea cel puțin 100 de tancuri, majoritatea T-55 și M-84, precum și transportoare blindate și numeroase piese de artilerie grea remorcate. Coloana a trecut granița croată pe 20 septembrie, în apropierea orașului sârbesc Šid. Alte unități ale JNA au asigurat un sprijin suplimentar, în special Corpul 12 de Armată Novi Sad, care a avansat dinspre provincia sârbească Vojvodina.
În primele zile ale campaniei, JNA nu a avut de înfruntat obstacole și s-a ocupat de expulzarea non-sârbilor din comunitățile mixte întâlnite pe drum, precum cea din localitatea Ilok. Cuiburile de apărători croați din afara Vukovarului au fost repede puse pe fugă, iar aceștia s-au întors în oraș. Divizia Nr.1 Mecanizată de Gardă a Armatei Populare Iugoslave a ajuns rapid la cazarma Vukovarului și a ridicat asediul la care era supusă de către forțele croate. De asemenea, s-a dat ordinul încercuirii orașului. Pe 30 septembrie, Vukovar era aproape complet încercuit; toate străzile înspre și dinspre oraș au fost blocate și singura cale de acces a rămas un drum periculos care trecea printr-un teren agricol foarte expus.
În perioada 14-20 septembrie, JNA a lansat unele din cele mai ample atacuri motorizate asupra localității. Cel mai important dintre ele, susținut de Brigada 51 Mecanizată a JNA, a început pe 18 septembrie, de la nord de strada Trpinjska, și a implicat în jur de 30 de tancuri și 30 de transportoare blindate. Când primele tancuri au ajuns în dreptul liniilor croate, coloana conducătoare a fost prinsă în ambuscadă și sub tiruri intense de lansatoare portabile de rachete, direcționate de apărătorii croați de pe acoperișurile și din pivnițele clădirilor de pe stradă. Ambuscada croată s-a desfășurat prin blocarea coloanei blindate sârbe într-un teren expus, lansatoarele portabile de rachete distrugând primele și ultimele tancuri din coloană și prinzând practic în capcană vehiculele din mijloc, care n-au mai putut părăsi zona. Acestea erau incapabile din punct de vedere tehnic să-și coboare turelele suficient de mult încât să tragă înspre pivnițele caselor. Coloana blindată a fost aproape complet distrusă. Ca rezultat, zona în care s-au desfășurat luptele a fost poreclită cimitirul tancurilor. În total, în jur de 100 de blindate au fost distruse în acea zonă, 14 dintre ele fiind distruse personal de colonelul Marko Babić.
Legăturile Vukovarului cu Croația au fost tăiate pentru o vreme, după ce satul Marinci, situat pe ruta de ieșire din oraș, a fost capturat pe 1 octombrie. Curând după aceea, comandantul adjunct al apărătorilor Vukovarului, Mile Dedaković, a trecut printre liniile sârbești și a ajuns la Vinkovci. Locul lui a fost luat de adjunctul său, Branko Borković. O contraofensivă croată a fost pusă la cale în a doua săptămână a lui octombrie, în încercarea de a sparge asediul, și a reușit să recaptureze satul Marinci. Însă contraofensiva a fost oprită de președintele croat Franjo Tuđman, iar pauza a permis Brigăzii 252 Blindate a JNA să recucerească Marinci, pe 14 octombrie, și să-și consolideze pozițiile pe teritoriul capturat. Vukovar era acum complet împresurat.

## Bătălia: faza a II-a

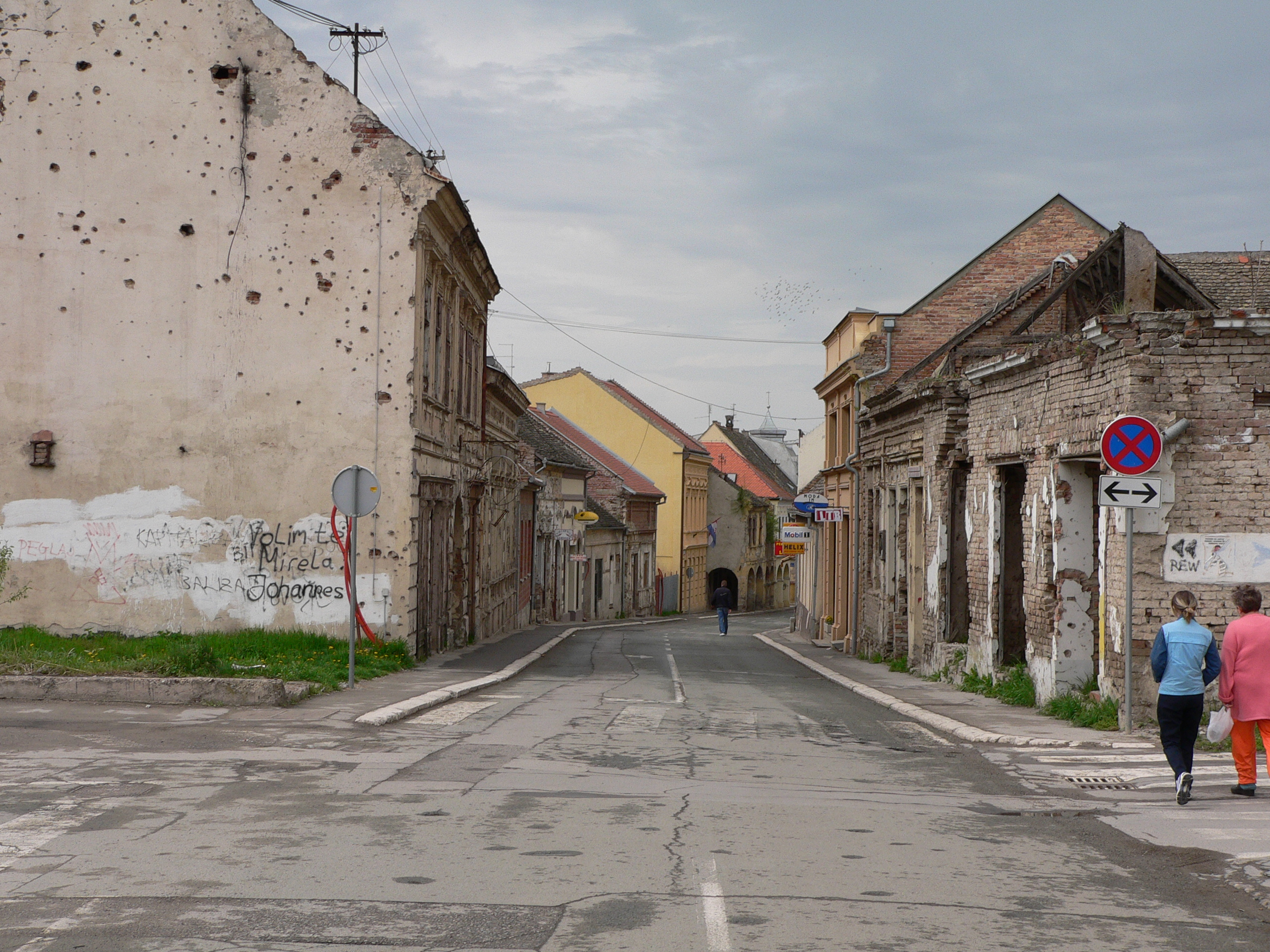
Strada principală din Vukovar în 2005. Urmele obuzelor sunt clar vizibile

De la jumătatea lui octombrie 1991 și până la căderea orașului, la jumătatea lunii noiembrie, Vukovar a continuat să fie înconjurat de JNA și de forțele sârbe. Locuitorii rămași – care includeau și câteva mii de sârbi – s-au refugiat în adăposturi comune, construite în timpul Războiului Rece ca asigurare împotriva unei eventuale invazii sovietice. A fost stabilit un comitet de criză, care opera dintr-un buncăr antiatomic construit sub spitalul municipal. Comitetul a organizat livrările de alimente, apă și medicamente, reducând la minimum numărul civililor de pe străzi și asigurându-se că fiecare adăpost este păzit și dispune de cel puțin un doctor și o asistentă medicală.
Spitalul local era sufocat, trebuind să facă față sutelor de răniți. În a doua jumătate a lunii septembrie, primea între 60 și 80 de răniți pe zi, trei sferturi din ei fiind civili. În ciuda faptului că spitalul era marcat vizibil cu simbolul Crucii Roșii, a fost bombardat la fel ca și restul orașului. Pe 4 octombrie, Forțele Aeriene Iugoslave l-au atacat, distrugându-i sala de operații. Una din bombe a străpuns plafoanele mai multor etaje, dar nu a explodat și a căzut pe piciorul unui rănit, care totuși a supraviețuit.
Cu toate că atacatorii dispuneau de o superioritate numerică și o putere de foc covârșitoare, le-a fost imposibil să disloce pozițiile apărătorilor croați. Încercările JNA de a lua cu asalt orașul au fost respinse cu pierderi grele în oameni și echipament. Forțelor sârbe, alcătuite în mare parte din recruți, le lipsea instruirea pentru lupta urbană și dorința de a lua parte la astfel de operațiuni militare periculoase. Erau, de asemenea, echipate necorespunzător pentru astfel de misiuni; JNA, precum alte armate înaintea ei, a descoperit că armamentul greu nu era potrivit pentru un război de gherilă urbană.

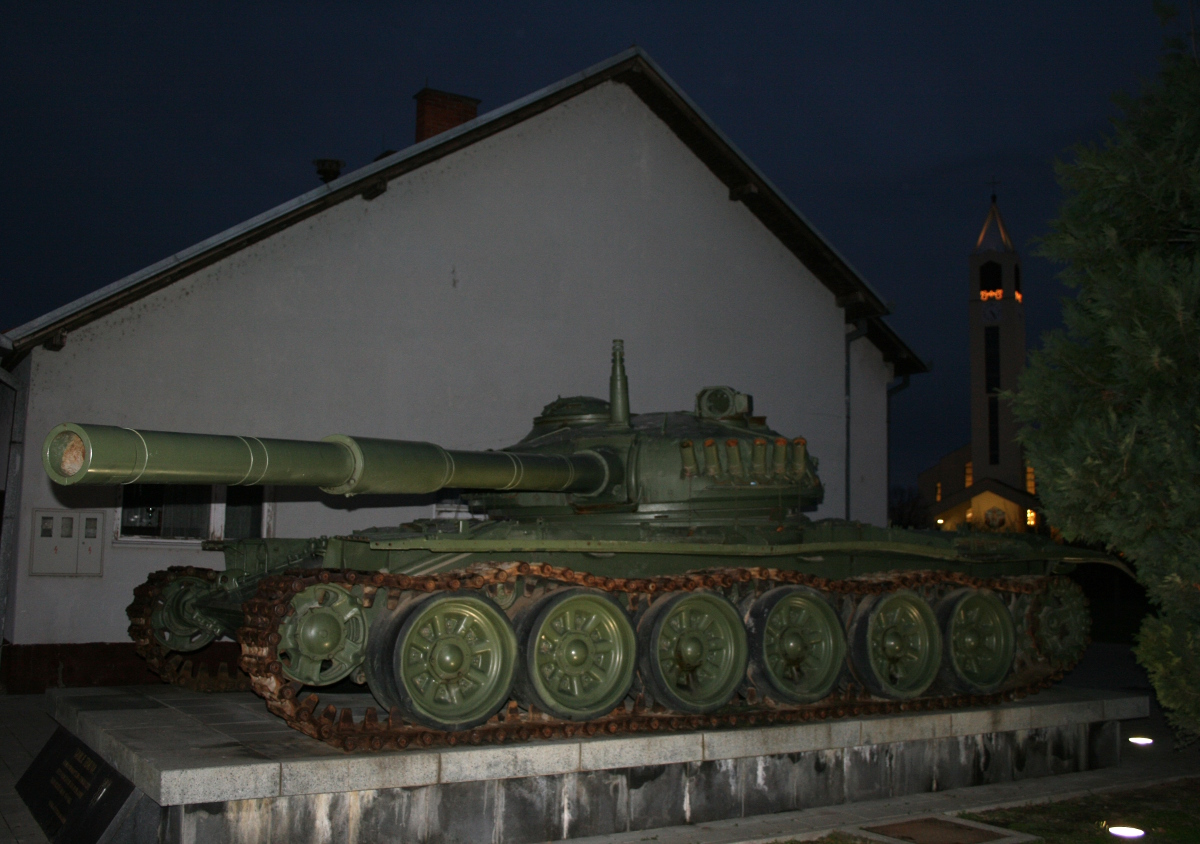
Monument în cinstea străzii din Vukovar care a devenit cunoscută ca „cimitirul tancurilor”

Câteva avioane utilitare biplan Antonov An-2, folosite pentru stropitul culturilor, au fost utilizate de forțele croate în zboruri pe timp de noapte pentru a parașuta provizii în Vukovar. Avantajul principal al avioanelor An-2 era că puteau decola și ateriza pe piste mici sau improvizate. Cel puțin unul din aceste biplane a fost doborât pe 2 decembrie 1991, deasupra localității Otok, lângă orașul Vinkovci, de rachete sol-aer (SAM) sârbești. Cei patru membri ai echipajului au fost uciși. Printre morți se afla și pilotul principal, căpitanul-comandor Marko Živković, creierul din spatele misiunii de aprovizionare a Vukovarului. Unele surse susțin că el realizase un sistem de navigație GPS care permitea lansarea încărcăturilor cu o acuratețe de 10 metri. Ceilalți militari uciși au fost al doilea pilot, Mirko Vukusić, și parașutiștii Rade Griva și Ante Plazibat. Până în momentul morții lor, cei patru executaseră peste 30 de misiuni de aprovizionare și de luptă deasupra Vukovarului.
Nereușind să se confrunte direct cu apărătorii, JNA a recurs la intense tiruri de artilerie de lungă distanță, ocazional sprijinite de raiduri de bombardament ale Forțelor Aeriene Iugoslave. Spre sfârșitul lui octombrie, cea mai mare parte din Vukovar fusese redusă la ruine. În mod ironic însă, acest lucru s-a întors în favoarea apărătorilor; așa cum descoperise și Armata Roșie cu 50 de ani în urmă, în timpul bătăliei de la Stalingrad, un oraș distrus oferea mult mai multe poziții defensive decât unul intact.
Pe 16 octombrie, JNA a atacat cartierul nordic al Vukovarului (Borovo Naselje) cu trei companii de tancuri. În timpul atacului, comandantul croat Blago Zadro a fost ucis pe când își conducea personal soldații în luptă.
Eșecurile JNA au fost o surpriză neplăcută pentru Înaltul Comandament al Armatei de la Belgrad și, la începutul lui octombrie, generalul Života Panić, comandantul Primului District Militar, a fost numit la conducerea operațiunilor din Vukovar. El era însoțit pe linia frontului de Șeful de Stat Major al JNA, Blagoje Adžić. Cei doi au rămas consternați de ceea ce au găsit acolo - o situație pe care însuși Panić a descris-o drept „haos”.
Panić a făcut rapid schimbări majore, integrând trupele paramilitare în structura de comandă a JNA și realizând un singur lanț de comandă, cu el la vârf. Recruții slab motivați au fost înlocuiți, acolo unde acest lucru a fost posibil, cu voluntari naționaliști sârbi. Ministerul Sârb de Interne a jucat un rol cheie în acest sens, organizând rețele de voluntari din partea partidelor și cluburilor naționaliste sârbe și trimițându-i în Slavonia de Est. Deși cu puțină pregătire militară, ei compensau acest lucru cu o dedicare pentru cauză adesea xenofobă.

## Bătălia: faza a III-a

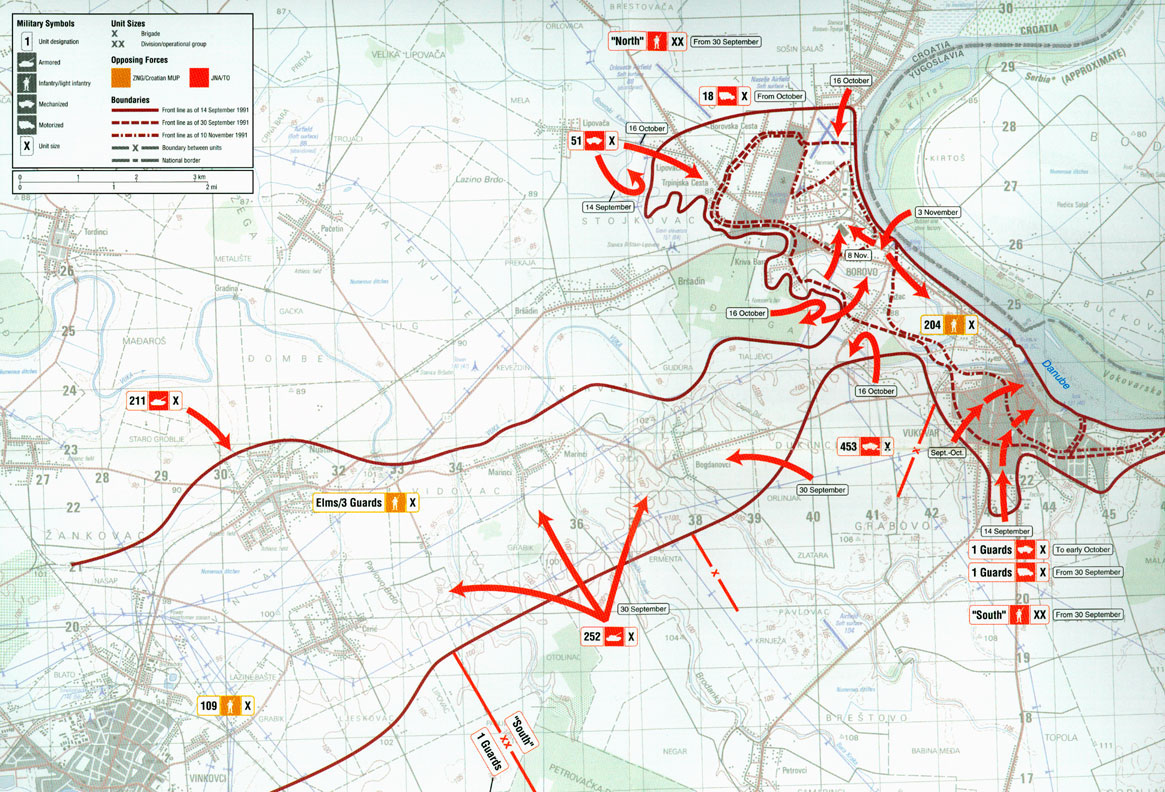
Harta fazei finale a Asediului Vukovarului

Spre sfârșitul lui octombrie 1991, în încercarea disperată de a pune punct rapid asediului, generalul Panić a identificat că punctul slab al JNA a fost inabilitatea acesteia de a iniția un asalt coordonat, cu trupe bine motivate și echipate. Apărătorii croați reușiseră până atunci să respingă atacuri separate ale JNA, concentrate în câte un singur sector de luptă, dar nu dispuneau de numărul necesar de oameni pentru a face față unui atac coordonat concomitent în mai multe sectoare.
Pe 30 octombrie 1991, Armata Populară Iugoslavă a lansat un astfel de asalt de infanterie, alcătuind un plan care le-a permis trupelor acoperite, dar nu conduse de blindate, să-și forțeze sistematic avansarea printre liniile de apărare croate. Trupele paramilitare au fost utilizate ca vârfuri de lance ale atacurilor. Forțele JNA, divizate în două sectoare de operațiuni, unul nordic și unul sudic, au atacat mai multe ținte simultan. Așa cum a prezis generalul Panić, apărătorii nu au mai reușit să respingă un astfel de atac. Pe 3 noiembrie, Armata Populară Iugoslavă a lansat un asalt amfibiu peste Dunăre pentru a face joncțiunea cu paramilitarii sârbi din Garda Voluntarilor Sârbi (Tigrii lui Arkan), conduși de notoriul Željko Ražnatović (Arkan). În timpul acestei operațiuni, generalul JNA Mladen Bratić a fost ucis de o rachetă antitanc lângă suburbia Borovo Naselje, pe 4 noiembrie. Asaltul amfibiu a fost încununat de succes și a împărțit perimetrul Vukovarului în două, izolând un grup de apărători croați în Borovo Naselje. Chiar și în aceste condiții, apărătorii au rezistat până pe 16 noiembrie.
La sud, „Grupul de Operațiuni Sud” al Armatei Populare Iugoslave a curățit sistematic centrul orașului, izolându-i pe puținii apărători rămași. O colină cheie a fost capturată pe 9 noiembrie, permițându-le atacatorilor o vizibilitate clară asupra întregului oraș. Atacul a fost în mare parte executat de trupele paramilitare, soldații JNA și ai Forțelor de Apărare a Teritoriului (TO) asigurând doar sprijin tactic, în special în operațiuni de deminare și acoperire de artilerie. Până pe 15 noiembrie, apărarea croată fusese redusă la cuiburi izolate, care s-au predat pe 18 noiembrie.

## Aspecte politice

### Reacții internaționale

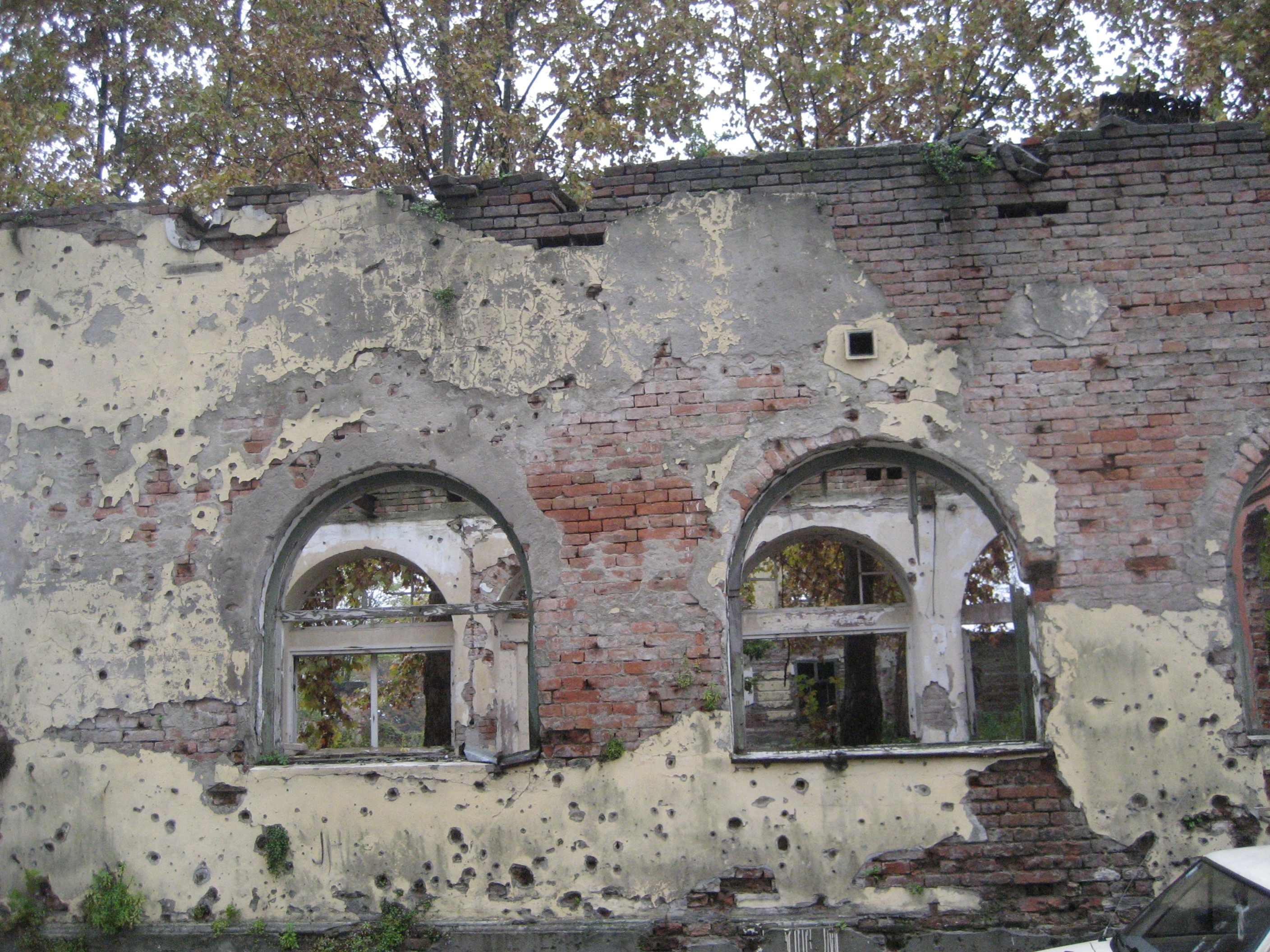
Căderea Vukovarului a fost însoțită de distrugerea zonei.
Castelul Eltz, abandonat în ruine.

În timpul asediului, comunitatea internațională a încercat fără succes să obțină încetarea ostilităților. Negociatorii Comunității Europene au căutat în mod repetat să medieze încetări ale focului, dar niciuna din părți nu le-a respectat; unele din ele au durat maxim câteva ore. În septembrie 1991, unii membri ai CE au solicitat intervenția militară a Uniunii Europei Occidentale, însă Regatul Unit și-a utilizat dreptul de veto. În schimb, la Haga, în Olanda, a fost organizată o conferință de pace, sub președinția Lordului Carrington.
Eforturi paralele au fost depuse și de către Organizația Națiunilor Unite, care a impus un embargou privind armamentul tuturor republicilor foste iugoslave, în septembrie 1991, prin Rezoluția nr. 713. În general însă, nici ONU și nici CE nu au reușit să obțină mare lucru, cu excepția unor apeluri sau declarații fără efect în care li se cerea combatanților să oprească luptele. Pe 12 noiembrie 1991, o rezoluție a Comunității Europene a condamnat escaladarea atacării localităților croate de către JNA și forțele sârbe.
Prezența mediei internaționale în Vukovar a lipsit complet (spre deosebire de asediile de la Sarajevo și Dubrovnik) și relativ puține informații privind luptele de la Vukovar au fost transmise audienței străine. Acoperirea făcută de media occidentală a fost dominată de asediul Dubrovnikului, care se petrecea în același timp cu asediul Vukovarului. Jurnalistul britanic Misha Glenny, care a transmis atât din spatele liniilor sârbe, cât și a celor croate, comenta că JNA, și în special paramilitarii sârbi din estul Slavoniei, erau adesea extrem de ostili cu jurnaliștii străini, în contrast evident cu relativ deschișii croați, care profitau de fiecare ocazie pentru a-și descrie cauza ca pe o luptă împotriva opresiunii.

### Reacții croate
Reacțiile la asedierea Vukovarului au variat considerabil în Croația și în restul Iugoslaviei. Croații au văzut bătălia pentru Vukovar ca pe o luptă pe viață și pe moarte pentru supraviețuirea națiunii lor, comparând-o cu decisiva - pentru URSS - bătălie de la Stalingrad. Sfârșitul asediului a fost marcat de controverse asupra aparentei lipse de implicare a guvernului croat în apărarea orașului. Două operațiuni de salvare neconvingătoare au fost pregătite în octombrie și noiembrie, dar nu au reușit să avanseze pe teren. Mile Dedaković și Branko Borković au supraviețuit asediului și au luat poziție publică împotriva lipsei de măsuri a guvernului. Într-o încercare aparentă de a-i reduce la tăcere, ambii au fost reținuți pentru scurtă vreme de poliția militară croată.
Totuși, din punct de vedere strict militar ar fi fost puține lucruri de câștigat dintr-o contraofensivă croată. Asediul Vukovarului a destabilizat ofensiva Armatei Populare Iugoslave în Croația, obligând JNA să blocheze luni în șir lângă oraș efective numeroase, și asta încă de la intrarea ei pe teritoriul croat. Din punct de vedere strategic probabil că orașul era oricum imposibil de apărat, fiind practic înconjurat de localități deținute de sârbi și învecinându-se direct cu Serbia, peste Dunăre, de unde putea fi atacat și bombardat continuu. Deși ca imagine publică guvernul croat a primit o lovitură prin eșecul de a apăra Vukovarul, în context strategic pagubele și întârzierile cauzate Armatei Populare Iugoslave au compensat cu mult căderea orașului.

### Reacții sârbe

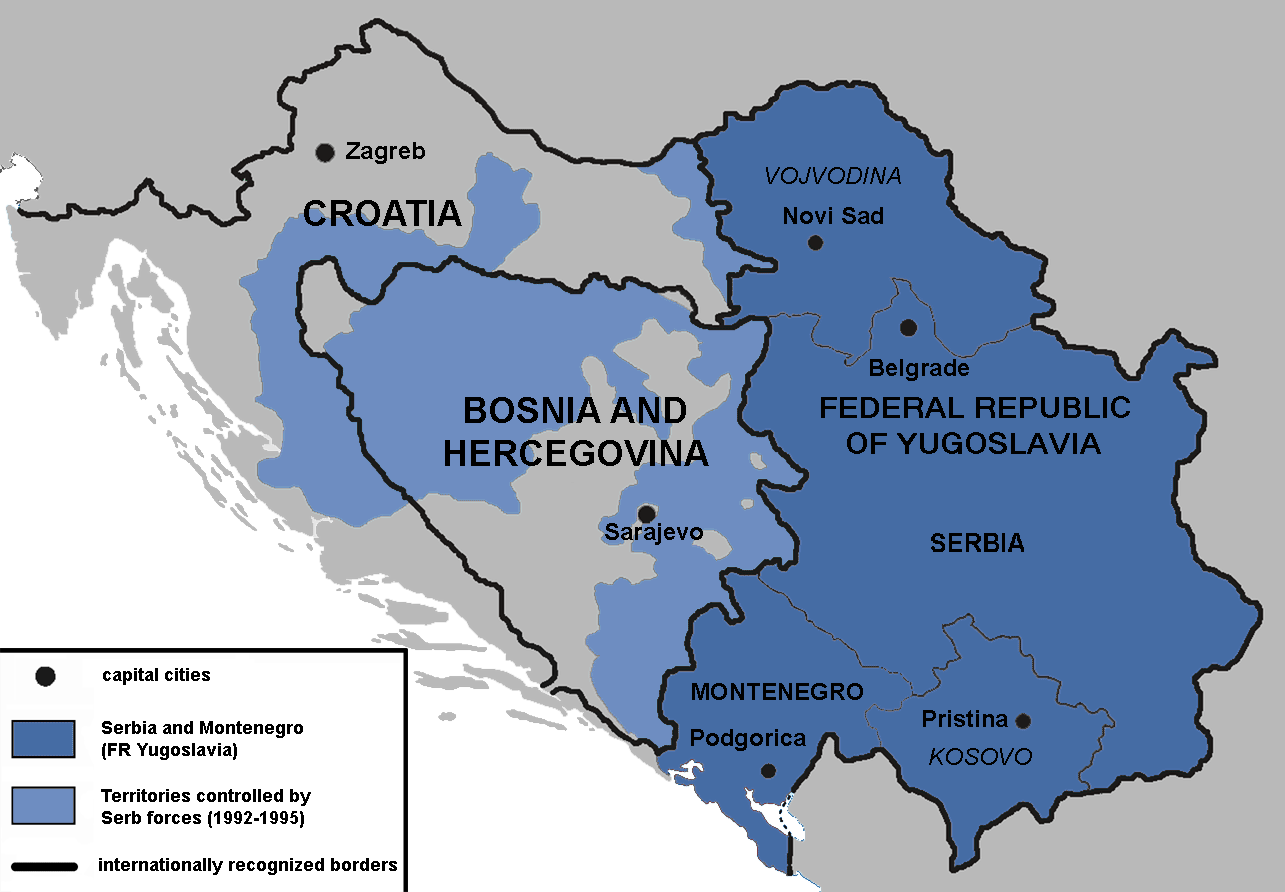
Teritorii din Republica Bosnia și Herțegovina și Republica Croația controlate de forțele sârbe între 1992-1995. Tribunalul Penal Internațional i-a acuzat pe Miloșevici și alți lideri sârbi de „încercarea de a crea o Serbie Mare, un stat sârb care să încorporeze teritoriile controlate de sârbi din Croația și Bosnia, încercare înfăptuită prin îndepărtarea forțată a populației ne-sârbe din arii geografice întinse, prin comiterea de crime”.

Numărul mare de victime rezultate în urma luptelor a dus la nemulțumiri populare în Serbia și Muntenegru, unde zeci de mii de persoane care au primit ordinele de recrutare s-au ascuns sau au părăsit țara. Proteste au izbucnit și în unele unități de rezerviști, iar în orașele Valjevo, Čačak și Kragujevac s-au organizat mari demonstrații de masă împotriva războiului. Într-un faimos incident, un conducător de tanc pe nume Vladimir Živković și-a condus vehiculul din linia frontului de la Vukovar și până în fața parlamentului federal de la Belgrad. Mulți sârbi nu se identificau cu cauza sârbilor din Croația și nu doreau să-și vadă viețile lor și pe cele ale copiilor lor sacrificate la Vukovar. Deși marea majoritate a victimelor JNA au fost sârbi, în mod oficial Serbia nu a fost implicată în război.
Ca dovadă a antipatiei populare față de război, încercările JNA de a recruta noi militari pentru o ofensivă care să avanseze mai profund în Croația nu au avut succes. Doar 13% din persoanele care îndeplineau condițiile de recrutare s-au prezentat în realitate la unitățile militare, iar spre sfârșitul lui 1991, 6,000 de cazuri deschise împotriva dezertorilor și celor care nu se prezentaseră la recrutare așteptau să fie judecate numai la Tribunalul Militar din Belgrad. Eșecul campaniei de recrutare a avut drept rezultat faptul că elemente importante ale ofensivei plănuite de JNA împotriva Croației au trebuit abandonate din lipsă de personal. În ciuda acestui eșec, autoritățile municipale din Novi Sad, conduse de Partidul Radical Sârb, au decis în 2007 să redenumească unele din străzile orașului cu numele unor militari care participaseră la asediul Vukovarului. Consilierii opoziției au părăsit Consiliul Municipal în semn de protest, însă restul Consiliului a sprijinit totuși redenumirile.

### Alte reacții iugoslave
În Bosnia și Herțegovina, de unde fuseseră încorporați mulți soldați ai JNA, președintele Alija Izetbegović a făcut apel către cetățeni să se opună înrolărilor, pe motivul că „acesta nu este războiul nostru”.
Soldații încorporați de JNA din Republica Macedonia au participat la bătălie, însă se pare că nu cu mult entuziasm. Macedonia tocmai își declarase independența față de RSF Iugoslavia chiar în timpul asediului (pe 9 septembrie 1991), iar mulți recruți din Macedonia erau încă obligați să-și satisfacă serviciul militar în JNA de către ofițerii comandanți, majoritatea sârbi. În 2005, Șeful de Stat Major macedonean, generalul Miroslav Stojanovski, a devenit centrul unei controverse internaționale după ce a fost acuzat că a fost implicat în posibile crime de război la terminarea asediului.

## Consecințe

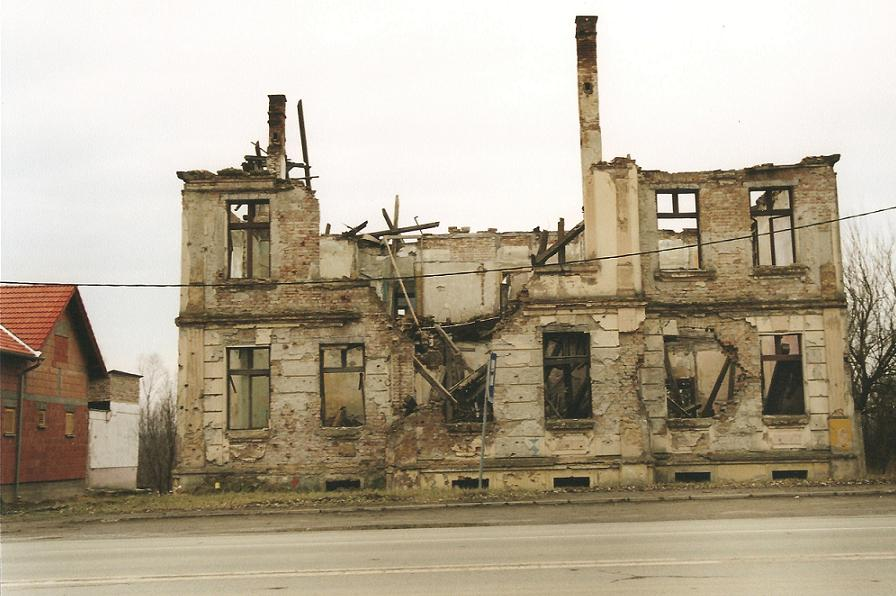
Ruine în Vukovar, 2004

Situația la sfârșitul asediului a fost marcată de două probleme principale: campania inițiată de JNA în Croația și soarta populației de origine ne-sârbă rămasă în Vukovar după căderea orașului.

### Sfârșitul campaniei
Cele trei luni de asediu au blocat în zona orașului unele din cele mai bune unități ale JNA, inclusiv două brigăzi de tancuri și șase brigăzi mecanizate - care reprezentau o parte substanțială a forței de asalt mecanizate a armatei iugoslave - lucru care a redus presiunea sârbă pe celelalte fronturi din Croația. Această pauză de trei luni, în timpul căreia JNA s-a concentrat pe înfrângerea unei singure brigăzi croate de infanterie, a permis Croației să-și termine mobilizarea generală începută în octombrie. Pe durata bătăliei, Croația și-a sporit numărul brigăzilor de infanterie de la 20 la 60.
După căderea Vukovarului, generalul Panić era determinat să reia avansarea îndelung amânată a JNA în Croația. După ce asediul a luat sfârșit, el a avansat cu majoritatea forțelor sale către Osijek, următoarea țintă strategică a Armatei Populare Iugoslave. Vukovarul a fost abandonat în mare parte în mâinile grupărilor paramilitare sârbe. Cu toate acestea, Osijek era o țintă mult mai dificilă decât Vukovar. Era un oraș mult mai mare, cu o populație de trei ori mai numeroasă, era mult mai bine apărat, avea linii de comunicație mult mai bune cu restul Croației decât Vukovarul, iar JNA era o armată demoralizată în urma bătăliei de la Vukovar. În plus, forțele croate erau acum mai bine echipate decât fuseseră la începutul ofensivei, mulțumită capturării armamentului și muniției JNA din fostele cazărmi și depozite federale, ca urmare a Bătăliei Cazărmilor.
Osijek și Vinkovci au fost parțial încercuite, forțele JNA poziționându-se la nord, est și sud-sud-est, dar ambele orașe dispuneau de două artere majore de aprovizionare dinspre restul Croației (Osijek-Našice; Osijek-Đakovo; Vinkovci-Đakovo; Vinkovci-Županja). Niciuna din aceste rute nu trecea prin sate cu populație sârbească semnificativă, însemnând că JNA nu se putea baza pe sprijin paramilitar local. Au fost asediate în special Čepin și Jarmina pentru a rupe aceste linii de aprovizionare, dar atacurile au fost lipsite de succes.
Osijek a fost supus unui intens baraj de artilerie în pregătirea unui asalt, însă acesta a fost momentul în care a intervenit președintele sârb Slobodan Miloșevici. Armata Populară Iugoslavă capturase deja majoritatea zonelor locuite de sârbi din estul Croației, iar Miloșevici nu avea niciun interes să ocupe teritorii predominant croate, și cu atât mai puțin să sprijine planul generalului Panić de a răsturna guvernul de la Zagreb și de a plasa Croația sub ocupație militară. Mai mult, războiul în desfășurare cauzase dificultăți politice în Serbia. După ce Miloșevici a obligat Statul Major al JNA să-i ordone generalului Panić încetarea operațiunilor, au fost deschise convorbiri în privința unui acord de încetare a focului între Serbia și Croația sub medierea trimisului ONU Cyrus Vance. În ianuarie 1992 s-a ajuns la un armistițiu care stipula încetarea temporară a luptelor în Croația.

### Prizonieri și crime de război

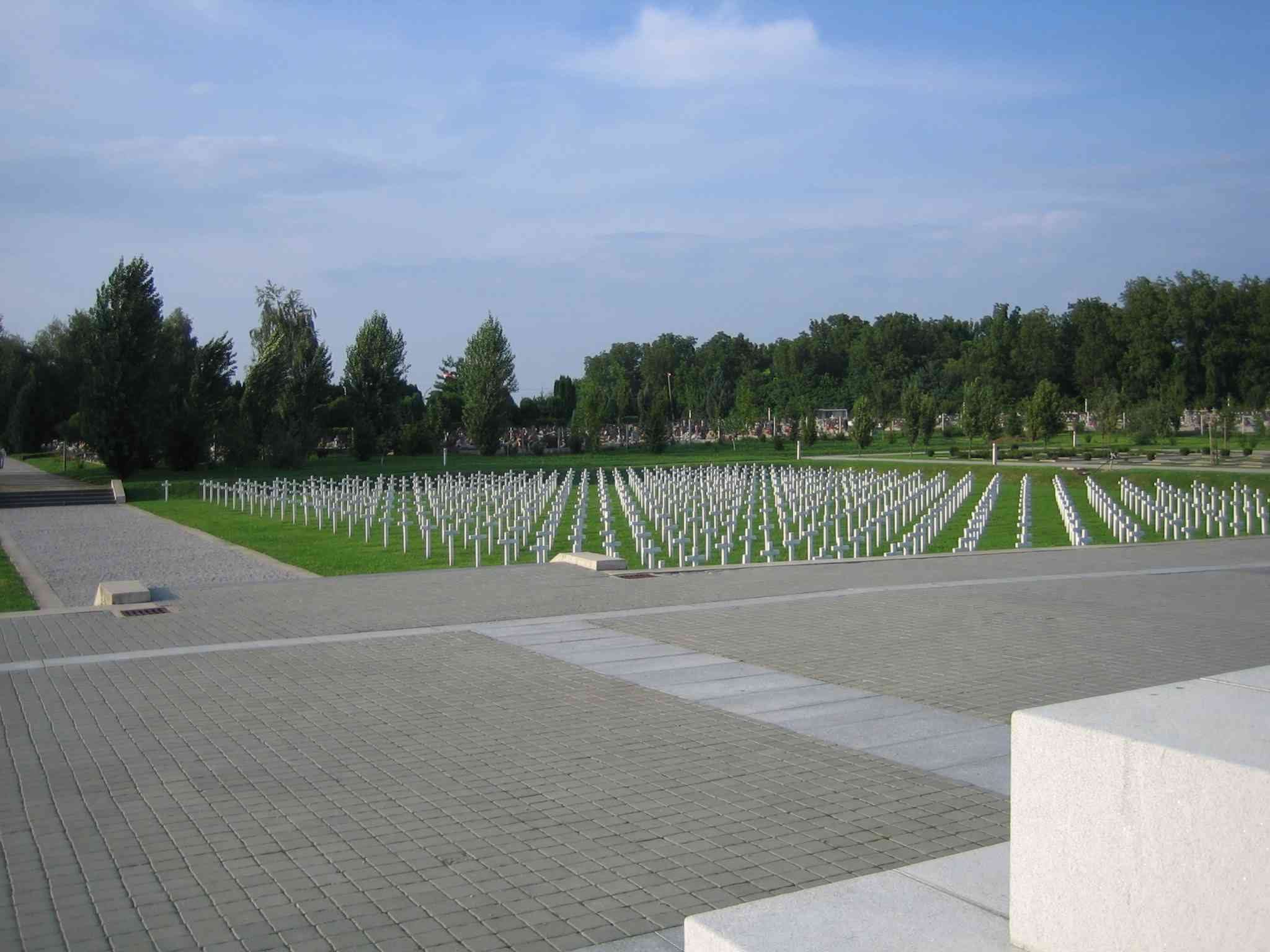
Memorialul Vukovar

Soarta celor capturați la Vukovar, atât militari cât și civili, a fost sumbră. Se pare că mulți au fost executați sumar de forțele paramilitare sârbe; jurnaliștii care au vizitat orașul imediat după căderea lui au raportat că străzile erau presărate cu cadavre în haine civile. Reporterii televiziunii BBC i-au înregistrat pe paramilitarii sârbi cântând:
„Slobodane, Slobodane, šalji nam salate, biće mesa, biće mesa, klaćemo Hrvate! (Slobodan [Miloșevici], Slobodan, trimite-ne salată, carne avem, carne avem, căci vom ucide croați)”
Apărătorii buzunarului nordic din Borovo Naselje nu au reușit să scape și s-a relatat că cei mai mulți au fost uciși. Majoritatea apărătorilor din Vukovar au fost și ei uciși, deși unii, inclusiv comandanții, au reușit să străpungă liniile JNA și să ajungă în teritoriul controlat de guvernul croat. Dintre supraviețuitorii civili ne-sârbi, cea mai mare parte au fost expulzați în teritoriul controlat de guvernul croat, dar în jur de 800 de bărbați care puteau purta arme (civili și soldați capturați), precum și alți mulți civili, au fost încarcerați în închisori sârbești și lagăre de prizonieri de război. Majoritatea celor din Vukovar au ajuns în lagărul de la Sremska Mitrovica. Deși cea mai mare parte au fost în cele din urmă eliberați în schimburi de prizonieri, unii din ei au fost uciși sau torturați în timpul detenției.
Mulți dintre croații din spitalul din Vukovar (în jur de 260 de persoane, plus câțiva membri ai personalului medical) au fost ridicați de JNA și forțele paramilitare sârbe și duși pe câmpul Ovčara din apropierea orașului, unde au fost executați (Masacrul de la Vukovar). Trei ofițeri ai JNA, Mile Mrkšić, Veselin Šljivančanin și Miroslav Radić au fost inculpați de Tribunalul Penal Internațional pentru fosta Iugoslavie în baza mai multor capete de acuzare privind crime împotriva umanității și violări ale legilor războiului. Cei trei inculpați au fost fie capturați, fie s-au predat ei înșiși între 2002 și 2003, și au fost prezentați tribunalului în octombrie 2005. Pe 27 septembrie 2007, Mrkšić a fost condamnat la 20 de ani de închisoare pentru crimă și tortură, Šljivančanin la cinci ani de închisoare pentru tortură, dar a fost achitat de acuzația de exterminare, iar Radić a fost achitat. Slavko Dokmanović a fost de asemenea acuzat și arestat pentru rolul său în masacru, dar s-a sinucis în 1998, cu câteva zile înainte de anunțarea procesului.
Liderul cetnicilor sârbi, Vojislav Šešelj, a fost inculpat pentru crime de război, inclusiv pentru câteva capete de genocid în legătură cu masacrul de la spitalul din Vukovar, în care „Vulturii Albi” conduși de el au fost acuzați de implicare. În plus, Croația a încercat inculparea unui număr de sârbi pentru crimele de război comise la Vukovar – deși majoritatea acuzaților fie au murit înainte de a putea fi judecați, fie au trebuit judecați in absentia – iar în decembrie 2005, un tribunal din Serbia a condamnat 14 foști paramilitari pentru implicarea lor în masacrul de la spital.
Imediat după sfârșitul asediului, numeroși prizonieri au fost duși în lagărul de concentrare Velepromet. Acesta a rămas în funcțiune până în martie 1992.
Deși atacul inițial asupra Vukovarului nu a fost subiect al acuzațiilor de crime de război, actul de acuzare al Tribunalului Penal Internațional împotriva lui Slobodan Miloșevici a caracterizat întreaga ofensivă JNA/sarbă în Croația – inclusiv luptele din Slavonia Orientală – drept „o acțiune penală colectivă” cu scopul de a îndepărta populația nesârbească din zonele locuite de sârbii din Croația. Miloșevici a mai fost acuzat ca fiind responsabil pentru exterminări, deportări și distrugeri de proprietate comise în Vukovar, precum și de implicare în masacrul de la spital.
În verdictul pronunțat împotriva lui Mile Mrkšić și Veselin Šljivančanin, Tribunalul Penal Internațional a descris circumstanțele din Vukovar în timpul și după asediu:
„O soartă similară a suferit și Vukovarul însuși, fiind atacat practic continuu începând cu 25 august 1991. La jumătatea lunii octombrie fusese complet încercuit, iar clădirile în mare parte distruse. În Mitnica, acoperișurile locuințelor au fost spulberate, iar în noiembrie 1991 nu mai rămăsese nimic din case în afara pivnițelor. După căderea orașului, imaginea generală era una de distrugere totală. Ambasadorul Herbert Okun, care a vizitat Vukovarul pe 19 noiembrie 1991, a remarcat că orașul era „complet distrus” și l-a comparat cu Stalingrad. Imagini video înregistrate de pe castelul de apă după căderea orașului descriu perfect situația. Filmul înfățișează un peisaj cu mașini calcinate și clădiri reduse la ruină. Același lucru este prezentat în toate înregistrările video depuse ca dovezi. Ambasadorul Kypr, la sosirea sa în Vukovar pe 20 noiembrie 1991, remarca faptul că fiecare casă suferise distrugeri. Zona predominant rezidențială situată la sud de râul Vuka era rasă de pe fața pământului. Străzile erau atât de avariate încât era dificil să le străbați pe jos sau cu mașina. Datorită bombardării constante a locuințelor private și proprietăților, majoritatea familiilor rămase în Vukovar au fost obligate să locuiască în pivnițe sau în beciuri. Comitetul Internațional al Crucii Roșii se referă la aceste persoane ca la <<oamenii ciupercă>>.”—Din verdictul TPI împotriva lotului Mrkšić

### Ocuparea insulei Vukovarska Ada
Chiar dacă Vukovar a fost recuperat de Croația la începutul lui 1998, Vukovarska Ada, o insulă croată de pe Dunăre, a rămas în continuare sub controlul Serbiei.
În ciuda deciziei din 1991 a Comisiei de Arbitraj Badinter, Serbia a refuzat să returneze Croației insula Vukovar și insula Šarengrad, aflată în aceeași situație, pe motiv că acestea sunt mai apropiate de malul sârb al fluviului, deci aparțin Serbiei. Ocupația militară a insulelor s-a terminat când armata sârbă a predat în sfârșit activitățile de control al frontierei poliției sârbe, spre finele anului 2006, dar nu înainte ca armata să fie implicată într-un incident în care militarii au deschis focul și l-au arestat pe primarul din Vukovar, Vladimir Štengl, împreună cu alți 19 civili croați și opt copii, pentru trecerea „ilegală” a graniței.

## Victime

### Croate

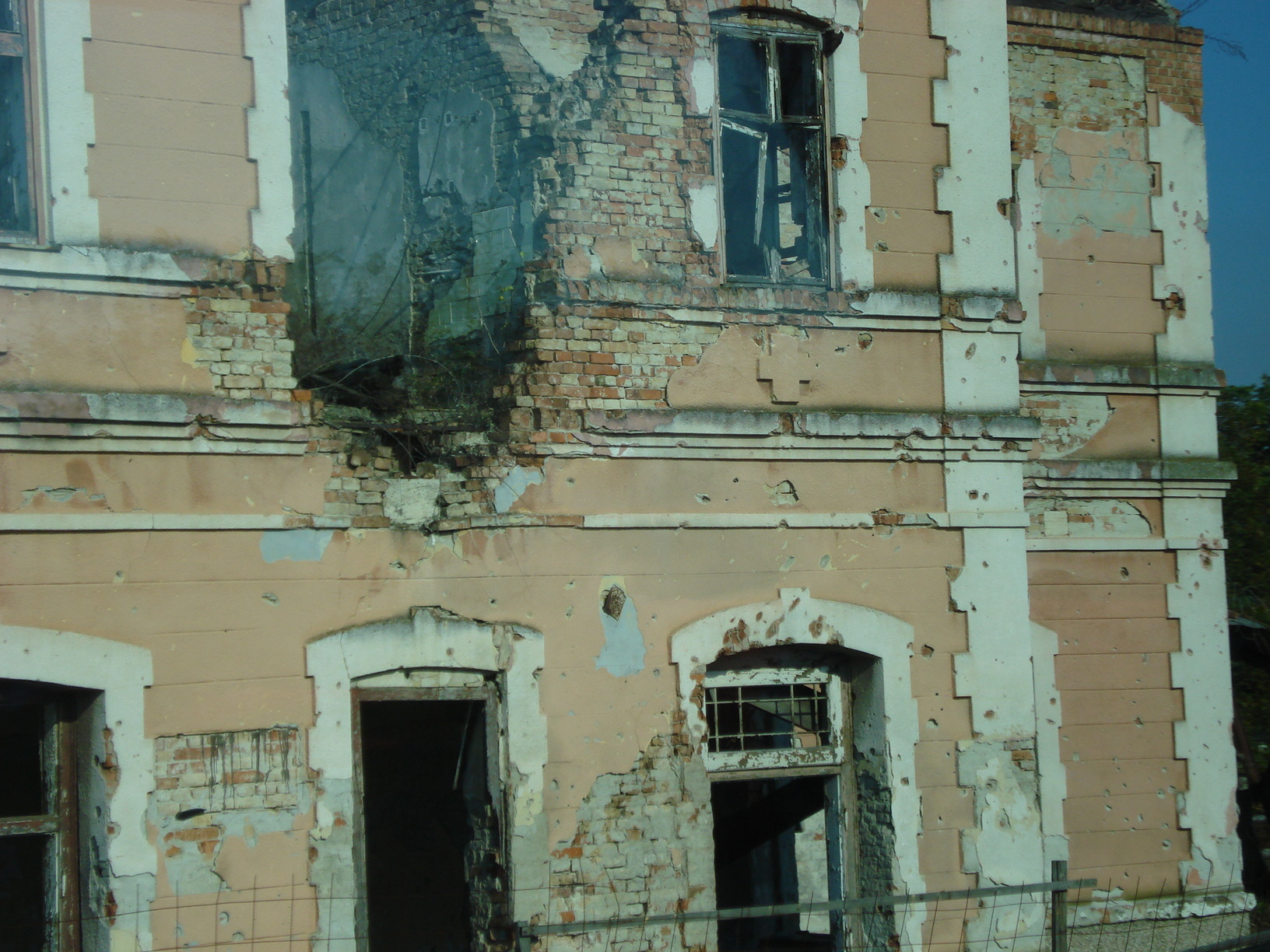
O casă din Vukovar după ocupație

Cifrele oficiale publicate în Croația la sfârșitul lui 1991 arătau că aproximativ 3.210 de croați au fost uciși și 17.393 răniți în timpul conflictului. Majoritatea victimelor s-au produs în timpul asediului Vukovarului. Numărul exact al pierderilor de la Vukovar nu se cunoaște încă. În conformitate cu cifrele oficiale croate, publicate de Ministerul Croat al Apărării în 2006, Croația a pierdut doar în Vukovar 1.649 de soldați, din care 879 uciși și 770 răniți.
Conform generalului croat Anton Tus, în jur de 1.100 de apărători ai Vukovarului au fost uciși și 2.600 apărători și civili au fost dați dispăruți; alți 1.000 de soldați croați au fost uciși în timpul ofensivei sârbe asupra orașelor Vinkovci și Osijek. Generalul observa că intensitatea luptelor putea fi judecată după faptul că pierderile de vieți omenești din Slavonia Orientală în septembrie–noiembrie 1991 au constituit jumătate din totalul victimelor croate pe cuprinsul întregului an 1991.
În cartea sa Istoria Croației, publicată în 2004, istoricul croat Ivo Goldstein nota că pierderile militare croate în Bătălia Vukovarului au fost de 2.500 de militari morți (inclusiv din forțele care au ajutat apărarea Vukovarului din afara orașului). Agenția Centrală de Informații estima pierderile croate la în jur de 4.000-5.000 de morți pe teritoriul întregii Slavonii Orientale.

### Sârbe
Luptele înverșunate pentru fiecare stradă au cauzat Armatei Populare Iugoslave pierderi semnificative, unul din generalii angajați în Ministerul Sârb al Apărării calificându-le drept „fără rost”. Estimările privind pierderile JNA sunt complicate de lipsa cifrelor oficiale. Fostul comandant al Garnizoanei Novi Sad, generalul în retragere Andrija Biorčević, nu și-a putut aminti câți oameni a pierdut, dar a declarat că nu crede că cifra depășește 1.500 de morți. Biorčević a explicat că în timpul asediului Vukovarului „majoritatea acțiunilor de luptă s-au desfășurat de la distanță și din tranșee fortificate”.
Singurele cifre exacte ale pierderilor proprii în bătălia Vukovarului publicate de partea sârbă (făcute publice de Miroslav Lazanski, un purtător de cuvânt neoficial al JNA și un foarte cunoscut comentator militar de la Belgrad) includ 1.103 soldați și voluntari uciși, 2.500 răniți și 110 tancuri și transportoare blindate distruse. Două avioane au fost doborâte, în timp ce altul s-a prăbușit din cauza unei defecțiuni tehnice. Deși JNA nu a recunoscut oficial decât 1.279 militari uciși în misiune pe parcursul întregului război, numărul real a fost probabil semnificativ mai mare, deoarece pierderile în vieți omenești nu erau întotdeauna raportate. Spre exemplu, în cazul unei brigăzi, în timp ce rapoartele oficiale vorbeau de doi militari răniți ușor în urma unui schimb de focuri, cifra reală - conform ofițerului de informații al brigăzii - era de 50 de morți și 150 de răniți. Există date că moralul trupelor ajunsese, în noiembrie 1991, un serios motiv de îngrijorare în cadrul JNA, în legătură directă cu creșterea numărului victimelor.
În 1997, generalul Anton Tus, comandantul Forțelor Aeriene Iugoslave până la jumătatea anului 1991, estima pierderile sârbe în primele trei luni de război în Croația ca fiind de ordinul a 10.000 de morți, 600 de vehicule blindate și 23 de avioane distruse.

## Comemorări în Japonia
Începând din 2006 în Japonia s-au oficiat slujbe religioase la Tokyo, Hiroshima și Nagasaki (la Catedrala Urakami), pentru a comemora victimele tragediei de la Vukovar și a înălța rugăciuni pentru pacea mondială. În 2008 mai mult de 1.000 de oameni au participat la ceremonia religioasă de la Tokyo. Profesorul de istorie modernă Jean-Claude Hollerich din ordinul iezuit a vorbit despre tragedia de la Vukovar, făcând o paralelă cu distrugerea orașelor Hiroshima și Nagasaki, precum și despre necesitatea de a învăța din lecțiile istoriei, cu scopul de a nu mai permite ca umanitatea să mai repete vreodată astfel de crime.

## Asediul în cultura populară
Asediul Vukovarului a fost înfățișat în filmul sârbesc Vukovar, jedna prica (1994), în filmele croate Vukovar se vraća kući (1994) și Zapamtite Vukovar (2008), precum și în producția internațională din 2000 Harrison's Flowers. A fost, de asemenea, și subiectul filmelor documentare „Vukovar - Final Cut” (2006) și „Zaustavljeni glas” (2010).